# Неопределённое поведение
Неопределённое поведение (англ. undefined behavior, в ряде источников непредсказуемое поведение) — ситуация, когда в определённых маргинальных случаях поведение программного продукта или устройства может меняться неконтролируемым образом и приводить к некорректным результатам, но это не является ошибкой, и о такой возможности указано в спецификации. Как правило, предполагается, что пользователь данного продукта имеет достаточную компетенцию, чтобы избежать этих случаев. Чаще всего речь идёт о неопределённом поведении в языках программирования.
Неопределенное поведение не следует путать с неуточняемым поведением (unspecified behavior), при котором спецификация разрешает не любое поведение, а только ограниченный диапазон вариантов реализации.

## Причины
Основные причины, по которым может допускаться неопределённое поведение:
- Технические ограничения;
- Оптимизации с целью снижения расходов на производство, эксплуатацию, повышение быстродействия и снижение потребления ресурсов;
- Возможность нескольких реализаций, например — нескольких разных компиляторов от разных производителей по одной спецификации языка программирования;
- Работа на разных платформах со своими техническими ограничениями — уровень кроссплатформенности может разниться от «на этой платформе тоже есть такой язык» до «если обходить крайние случаи, будет работать одинаково»;
- Возможность изменения продукта со временем. Пример: платформа x86 разрешает доступ по невыровненным адресам, но как это будет видеть посторонний процесс — не определяется.

В качестве примера можно привести арифметические операции с переполнением. Например, необходимо вычислить в целых числах значение
{\displaystyle c=\left[{\frac {a+b}{2}}\right]}
При небольших значениях a и b пример всегда решается корректно. Но если {\displaystyle a+b} превысит максимальный для данной платформы результат, возникнет неопределённость:
- В зависимости от платформы, арифметическое переполнение может привести к:
  - аварийному останову (перехватываемому или не перехватываемому программистом);
  - упору в край — независимо от слагаемых, на 16-битной системе вернёт результат 32 767, и итогом будет 16 383 (так как используется только целочисленное деление);
  - но чаще произойдёт циклическое переполнение: если {\displaystyle a} равно 17 000, а {\displaystyle b} равно 18 000, в итоге получится −15 268 вместо ожидаемого 17 500.
- Кроме того, компилятор может обойти ошибку и выдать правильный ответ одним из способов:
  - Компилятор может по каким-то причинам посчитать, что более оптимальным будет преобразовать выражение так, чтобы деление происходило раньше сложения, или каким-либо другим способом будет обойдён момент переполнения;
  - Может использоваться длинная арифметика;
  - На платформе с бо́льшим размером слова сумма уместится в регистр, и если результат умещается в исходные 16 битов, ответ будет верным.

Кроме того, неопределённое поведение может случиться и в другом месте, даже до сложения с переполнением. Оптимизирующий компилятор, исходя из знания об ограничениях платформы, может сделать вывод о максимально возможных значениях переменных, и выполнить оптимизации, которые могут работать некорректно при выходе этих переменных за данный диапазон — и неопределённое поведение может появиться вне выражения, собственно это неопределённое поведение вызвавшего. Например, если известно, что переменная a всегда больше 24 576, компилятор может посчитать, что переменная b всегда меньше 8192. Если при этом в коде где-то есть проверка, больше ли b чем 8192, которая при этом не меняет переменных a и b и не влияет на вычисление выражения, компилятор может посчитать, что её результат всегда будет равен true, и исключить её, даже если эта проверка осуществляется до исполнения выражения, вызывающего переполнение.
Распространено жаргонное название последствий неопределённого поведения в C, как «носовых демонов», после того, как один из пользователей usenet объяснил UB как «если программа, содержащая UB, заставит демонов вылетать из вашего носа, это не будет нарушением спецификации».

## Борьба с неопределённым поведением
В случае языков программирования и программных библиотек, борьба с неопределённым поведением возложена на плечи программиста, их использующего. Часть проблем можно обнаружить, используя статический анализ кода, некоторые проблемы проявляются в предупреждениях компилятора. В каких-то случаях приходится дополнять программу проверками на значения, которые могут вызвать UB.
Некоторые языки программирования исключают неопределённое поведение, запрещая делать оптимизации, которые могли бы привести к UB и устанавливая дополнительные проверки выхода за границы. Также многие оптимизирующие компиляторы позволяют либо отключить подобные оптимизации, либо установить на опасные участки дополнительные проверки.

## Примеры
В языке Си, к примеру, использование переменной до её инициализации приводит к неопределённому поведению. Согласно спецификации компилятор должен в этом случае сделать что-либо, что может показаться наиболее эффективным/простым. Неопределённое поведение возникает при попытке обращения к переменной.
Библиотеки могут не проверять указатели на NULL для быстродействия.
В процессорах x86, если есть два последовательных порта ввода-вывода и требуется записать информацию сначала в один порт, затем в другой — это следует делать по одному байту, поскольку порядок прихода байтов на оборудование не гарантируется.
Ещё один пример неопределенного поведения: курьёз с ANSI-директивой «#pragma». Согласно спецификации языка, компиляторам предоставлена полная свобода при обработке этой конструкции. До версии 1.17 компилятор GCC при нахождении в исходном коде этой директивы пытался запустить Emacs с игрой «Ханойские башни».
В качестве ещё одного примера неопределённого поведения можно привести код:
```
int
 
i
 
=
 
5
;

i
 
=
 
++
i
 
+
 
++
i
;

```

При его выполнении переменная i может принять значения 13 или 14 для C/C++, 13 для Java, PHP и C#, 12 при реализации на LISP. Неопределенность в языках C и C++ связана с тем, что, согласно стандартам C и C++, побочные эффекты (то есть инкремент в данном случае) могут быть применены в любой удобный для компилятора момент между двумя точками следования.

## Достоинства
- Определение некоторых операций как «неопределённых» приводит подобные языки (характеризующиеся зачастую отсутствием встроенной проверки на предел массива и т. д.) к упрощению спецификации и некоторому увеличению гибкости.
- Ускоряется работа программ (так как не нужно проверять всевозможные «маргинальные» случаи).

## Недостатки
- Не гарантирует полной совместимости различных реализаций языка.
- Недопущение ситуаций неопределённого поведения остаётся за программистом.